# جیمزاستون، کیپ غربی
جیمزاستون، وسترن کپ (به لاتین: Jamestown) یک شهرک در آفریقای جنوبی است که در منطقهٔ استلنبوش واقع شده‌است.